# Krzyzanowskisaurus
Krzyzanowskisaurus es un género de arcosaurio del Triásico Superior. El nombre del género es en homenaje de Stan Krzyżanowski. Es un taxón basado solo en fósiles de dientes, que fueron encontrados en la Formación Chinle  en los estados de Arizona (incluyendo la localidad tipo) y Nuevo México, en Estados Unidos. El reporte original lo describió como un "probable ornitisquio". Heckert (2005) sugirió que los dientes de Krzyzanowskisaurus tenían utilidad bioestratigráfica como un fósil guía del faunacrón de vertebrados terrestres de St. Johnsian.
La especie tipo, Krzyzanowskisaurus hunti, fue revaluada por Heckert en 2005, después de haber sido descrito previamente por él como Revueltosaurus hunti en 2002. El nombre fue cambiado cuando se descubrió que la especie tipo de Revueltosaurus, R. callenderi, era un pseudosuquio en vez de un dinosaurio ornitisquio (Parker et al. 2005). De acuerdo a Heckert, "R." hunti exhibe una característica propia de los ornistisquios que no está presente en R. callenderi, dientes que poseen un cíngulo, lo que sugiere que este representa un nuevo género de ornitisquio primitivo. Esto fue cuestionado por Irmis et al. (2006), quien encontró que el cíngulo difería del de los verdaderos ornitisquios primitivos, y señaló que algunos dientes habían sido hallados con huesos del cráneo y osteodermos que encajan con los de Revueltosaurus. Por tanto, ellos determinaron que no era un dinosaurio, y lo clasificaron provisionalmente de nuevo en Revueltosaurus; por tanto podría denominarse nuevamente R. hunti.